# ウィーガント・ワイヤ
ウィーガントワイヤ（Wiegand wire)は、1974年に米国の街の発明家のジョン・ウィーガント
(J.R. Wiegand)が米国特許明細書で公表した双安定磁気素子(Bistable Magnetic Device)のことを言う。
これは直径約0.3mm、長さ約10mmの強磁性ワイヤに約200回のコイルが巻かれた素子として市販されており、振幅が数エルステッド（Oe)以上の交流磁界をワイヤの長さ方向に印加すると、各半周期で鋭いパルス電圧がコイルの両端に誘導される。実用的には、ワイヤの長さ方向に磁石や励磁コイルで直流磁界（バイアス磁界）を与えておき、外部から反対向きの磁界を与えると跳躍的に磁束が反転してコイルにパルス電圧が発生するように使用する。外部から印加する磁界の周波数が非常に低い（0.01Hzなど）場合でも、磁界の強さが閾値（磁束反転限界磁界）H*に達すると、周波数（10kHz以下）に無関係に鋭いパルス電圧を発生するので、水道の流量センサ（羽根クルマに着けた磁石の回転数検出）などに使用されている。

## 動作原理
ウィーガントワイヤの動作原理は、1931年のシクスタスとトンクスの磁壁伝播（大バルクハウゼン効果；large Barkhausen effect))の実験を特殊なワイヤ処理（ワイヤを1000回程度捩じっては戻す力学的処理）によって実現している。この大バルクハウゼン効果とは、磁性ワイヤに強い張力を与えると、磁束反転する磁壁（domain wall)のエネルギーが√λσ （λ：磁性ワイヤの磁歪（飽和磁歪定数）、σ：内部応力）に比例して高くなるので、磁壁がラッパ形状になってワイヤの長さ方向に走る（伝播する）現象である。このときラッパ形状の磁壁の走行速度Vは、V ＝ （2M/β）（H*-Ho) （1）（M:飽和磁化、β：減衰定数、H*：反転磁区形成磁界（磁束反転限界磁界）、Ho:磁壁移動限界磁界）で表される。外部磁界HがH*以上になると、磁壁が（1）にしたがって（Hの大きさや周波数に無関係に）ワイヤ長さ方向に走行する。その速度Vは、数百m/s であり、ワイヤの音速（磁歪速度）より1桁ほど遅い。H*は磁壁のエネルギーに比例するので、σを高めることで大バルクハウゼン効果を発生させることができる。ウィーガントワイヤは、繰り返し捩じり処理によってワイヤのσを残留させて大バルクハウゼン効果をもつワイヤを実現したものである。一般の磁性体では、磁束変化の速度は外部磁界の周波数に比例するので、大バルクハウゼン効果は特殊な現象である（固有の磁束変化速度をもつ）。
アモルファス磁性合金ワイヤは、回転水中で超急冷されて作成されるので、強いσが残留し、高感度の磁歪の大きなワイヤでは非常に高感度の大バルクハウゼン効果が現れる。H*は0.1Oe程度であり、ウィーガントワイヤの数十倍の感度である。
この高感度特性を利用して、1987年よりユニチカによってスーパーマーケットの盗難防止センサ用タグ素子が量産され、現在まで欧米で広く使用されている。累計数十億個に達している隠れた大ヒット磁気センサと言えよう。